# Marcin Kierwiński
Marcin Piotr Kierwiński (ur. 22 sierpnia 1976 w Warszawie) – polski polityk i samorządowiec.
Wicemarszałek województwa mazowieckiego III i IV kadencji (2010–2011), poseł na Sejm VII, VIII, IX i X kadencji (2011–2024), poseł do Parlamentu Europejskiego X kadencji (2024), sekretarz stanu w Kancelarii Prezesa Rady Ministrów i szef gabinetu politycznego premier Ewy Kopacz (2015), minister spraw wewnętrznych i administracji w trzecim rządzie Donalda Tuska (2023–2024 i od 2025) i minister-członek Rady Ministrów w tym samym gabinecie (2024–2025).

## Życiorys
Jest synem Andrzeja Kierwińskiego, oficera ludowego Wojska Polskiego i następnie Sił Zbrojnych RP. Ukończył studia na Wydziale Elektroniki i Technik Informacyjnych (w 2001) oraz na Wydziale Inżynierii Produkcji (w 2002) Politechniki Warszawskiej. W 2003 został absolwentem studiów podyplomowych w instytucie „ORGMASZ”. W tym samym roku rozpoczął studia doktoranckie w zakresie zarządzania i transferu technologii na PW. W latach 2000–2007 był pracownikiem PZL Warszawa-Okęcie, w 2007 został wiceprezesem zarządu IF Max-Film, a w latach 2007–2010 wiceprezesem zarządu Portu Lotniczego Warszawa-Modlin (spółek należących do samorządu województwa mazowieckiego).
Pod koniec lat 90. wstąpił do Ruchu Społecznego AWS, potem przez kilka miesięcy należał do Stronnictwa Konserwatywno-Ludowego. W 2001 dołączył do Platformy Obywatelskiej. W 2002 z jej listy bez powodzenia kandydował na radnego warszawskiej dzielnicy Mokotów. W latach 2005–2010 był przewodniczącym koła PO w Wilanowie, następnie objął tę funkcję na Ursynowie. W 2006 zasiadł w radzie krajowej partii, a w 2007 został sekretarzem regionu mazowieckiego. W wyborach w 2006 został wybrany do rady m.st. Warszawy, gdzie stanął na czele klubu radnych PO. Rok później bez powodzenia kandydował do Sejmu. W 2010 zastąpił Stefana Kotlewskiego na stanowisku wicemarszałka województwa mazowieckiego.
W wyborach w 2010 uzyskał mandat radnego sejmiku mazowieckiego IV kadencji. W tym samym roku po raz drugi wszedł w skład zarządu województwa w randze wicemarszałka. W wyborach parlamentarnych w 2011 uzyskał mandat posła na Sejm VII kadencji z okręgu stołecznego. W rezultacie zrezygnował z funkcji samorządowych. W 2013 wszedł z ramienia PO w skład Komisji do Spraw Służb Specjalnych w miejsce wycofanego z niej Konstantego Miodowicza.
W lutym 2015 został powołany na stanowiska sekretarza stanu w Kancelarii Premiera; został p.o. szefa i następnie szefem gabinetu politycznego premier Ewy Kopacz. W tym samym roku wystartował w wyborach parlamentarnych jako lider listy wyborczej PO w okręgu płockim. Otrzymał 16 271 głosów, uzyskując tym samym ponownie mandat poselski. W listopadzie 2015 zakończył pełnienie funkcji rządowych. W Sejmie VIII kadencji został członkiem Komisji Finansów Publicznych, Komisji Obrony Narodowej oraz Komisji Nadzwyczajnej do rozpatrzenia projektów ustaw z zakresu prawa wyborczego. W lutym 2016 został członkiem zarządu krajowego PO, a w grudniu tego samego roku przewodniczącym partii w Warszawie.
W wyborach w 2019 ponownie uzyskał mandat poselski, kandydując z ramienia Koalicji Obywatelskiej i otrzymując 30 013 głosów. W 2020 został powołany przez radę krajową Platformy Obywatelskiej na sekretarza generalnego tej partii. W wyborach w 2023 z powodzeniem ubiegał się o poselską reelekcję (z wynikiem 51 828 głosów).
12 grudnia 2023 Sejm X kadencji wybrał go na urząd ministra spraw wewnętrznych i administracji w trzecim rządzie Donalda Tuska. Następnego dnia został przez prezydenta RP Andrzeja Dudę powołany na to stanowisko. W styczniu 2024 został powołany przez prezydenta w skład Rady Dialogu Społecznego. Przed wyborami do Parlamentu Europejskiego w 2024 otrzymał pierwsze miejsce na liście KO w okręgu warszawskim, w związku z czym złożył rezygnację z pełnienia funkcji rządowej. Ze stanowiska ministra został odwołany 13 maja 2024. W wyniku głosowania z czerwca 2024 uzyskał mandat europosła X kadencji z wynikiem 143 179 głosów. 25 września tego samego roku złożył mandat eurodeputowanego. Następnego dnia powrócił w skład Rady Ministrów jako minister bez teki; powierzono mu koordynację działań związanych z odbudową obszarów dotkniętych powodzią w 2024. 24 lipca 2025 zakończył pełnienie funkcji ministra bez teki, tego samego dnia ponownie objął natomiast urząd ministra spraw wewnętrznych i administracji.

## Wyniki w wyborach ogólnopolskich
| Wybory | Komitet wyborczy                | Komitet wyborczy      | Organ            | Okręg            | Wynik          |
| ------ | ------------------------------- | --------------------- | ---------------- | ---------------- | -------------- |
| 2007   |                                 | Platforma Obywatelska | Sejm VI kadencji | nr 19            | 1403 (0,12%)   |
| 2011   | Sejm VII kadencji               | Platforma Obywatelska | 3580 (0,35%)     | nr 19            |                |
| 2015   | Sejm VIII kadencji              | Platforma Obywatelska | nr 16            | 16 271 (5,42%)   |                |
| 2019   |                                 | Koalicja Obywatelska  | nr 16            | Sejm IX kadencji | 30 013 (8,10%) |
| 2023   | Sejm X kadencji                 | Koalicja Obywatelska  | nr 16            | 51 828 (11,71%)  |                |
| 2024   | Parlament Europejski X kadencji | Koalicja Obywatelska  | nr 4             | 143 179 (10,97%) |                |

## Życie prywatne
Żonaty z Agnieszką Gierzyńską-Kierwińską, z którą ma dwie córki i syna.